# Ceroptres clavicornis
Ceroptres clavicornis är en stekelart som beskrevs av Hartig 1840. Ceroptres clavicornis ingår i släktet Ceroptres och familjen gallsteklar. Arten är reproducerande i Sverige. Inga underarter finns listade i Catalogue of Life.